# العقل العربي
العقل العربي هو كتاب من تأليف المستشرق رافائيل باتاي.
نشر الكتاب لأول مرة عام 1973 م. والكتاب شديد التعصب ضد العرب ووصف بأنه «إنجيل المحافظين الجدد حول السلوك العربي».
نقله إلى العربية علي الحارس.